# Pat Aherne
Patrick Aherne (King's Norton, Worcestershire, 6 de janeiro de 1901 – Woodland Hills, Los Angeles, 30 de setembro de 1970) foi um ator de cinema britânico, que atuou em filmes mudos entre 1924 e 1957.

## Filmografia selecionada
- The Ball of Fortune (1926)
- Thou Fool (1926)
- Huntingtower (1927)
- Carry On (1927)
- Virginia's Husband (1928)
- Love's Option (1928)
- Singapore (1947)
- Rocketship X-M (1950)
- Lorna Doone (1951)
- Botany Bay (1953)
- Titanic (1953)
- The Court Jester (1955)
- Witness for the Prosecution (1957)